# Guérison du sourd-muet de Décapole

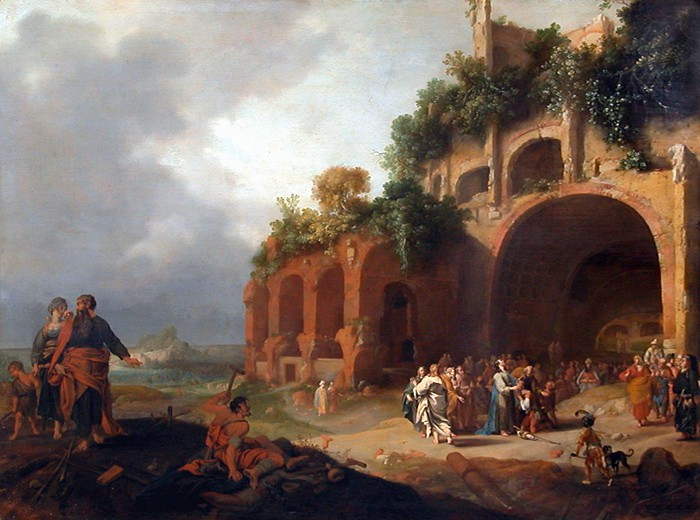
Jésus-Christ soignant un sourd en Décapole, par Bartholomeus Breenbergh, 1635.

La guérison du sourd-muet de Décapole est un miracle attribué à Jésus-Christ. Il est cité dans l'Évangile selon Marc et fait partie du Sondergut de ce livre.
Cet épisode se conclut par l'obligation du « secret messianique ».

## Texte
Évangile selon Marc, chapitre 7, versets 31 à 37:
« Jésus quitta le territoire de Tyr, et revint par Sidon vers la mer de Galilée, en traversant le pays de la Décapole. On lui amena un sourd, qui avait de la difficulté à parler, et on le pria de lui imposer les mains. Il le prit à part loin de la foule, lui mit les doigts dans les oreilles, et lui toucha la langue avec sa propre salive; puis, levant les yeux au ciel, il soupira, et dit: Éphphatha, c'est-à-dire, ouvre-toi. Aussitôt ses oreilles s'ouvrirent, sa langue se délia, et il parla très bien. Jésus leur recommanda de n'en parler à personne; mais plus il le leur recommanda, plus ils le publièrent. Ils étaient dans le plus grand étonnement, et disaient: Il fait tout à merveille; même il fait entendre les sourds, et parler les muets. »
Traduction d'après la Bible Louis Segond.